# Uzlovaja
Uzlovaja (rusky Узлова́я) je město v Tulské oblasti v Ruské federaci. Při sčítání lidu v roce 2010 měla přes pětapadesát tisíc obyvatel. 

## Poloha a doprava
Uzlovaja leží ve středu Středoruské vysočiny. Je vzdálena přibližně padesát kilometrů jihovýchodně od Tuly, správního střediska oblasti. Bližší větší město je Novomoskovsk vzdálený přibližně deset kilometrů severovýchodně. Uzlovaja je tak součástí Tulsko-Novomoskovské aglomerace.
Ve městě se křižuje železniční trať ze Syzraně do Vjazmy s tratí z Moskvy na Donbas. Zdejší železniční stanice se jmenují Uzlovaja I, Uzlovaja II a Uzlovaja III.

## Dějiny
Uzlovaja vznikla v 70. letech 19. století při budování železniční tratě ze Syzraně do Vjazmy. V roce 1873 zde bylo na křížení s tratí z Donbasu do Moskvy staniční osídlení Chruščovskaja (Хрущёвская), které bylo později přejmenováno na Uzlovaja (odkazuje k železničnímu uzlu). V roce 1938 získala Uzlovaja městská práva a zároveň se v oblasti začala rozvíjet těžba hnědého uhlí.

### Rodáci
- Avraamij Pavlovič Zaveňagin (1901–1956), metalurg a politik
- Lidija Sysojevna Boldyrevová (1934–1991), volejbalistka
- Sergej Serafimovič Marčenkov (* 1945), matematik
- Šamil Šamšatdinovič Chisamutdinov (* 1950), zápasník